# Govorovo (stanice metra v Moskvě)
Govorovo (rusky Говорово) je stanice moskevského metra na Kalininsko-Solncevské lince, která byla zprovozněna dne 30. srpna 2018 v rámci úseku Ramenki - Rasskazovka. Je pojmenována podle nedaleké osady. 

## Charakter stanice
Stanice Govorovo se nachází v městském okresu Moskovskij (Московский) v blízkosti hranic se čtvrtí Solncevo (Солнцево) jižně od Borovského šosse (Боровское шоссе) mezi ulicí 50-letija Okťabrja (Улица 50 лет Октября) a ulicí Taťánin park (Татьянин парк). 
Stanice disponuje dvěma podzemními vestibuly, západním a východním.  Výstupy ze západního vestibulu ústí ke křižovatce Borovského šosse s ulicí 50-letija Okťabrja a východní ke křížení ulice Taťánin park a Borovského šosse. Vstupní pavilony jsou řešeny v urbanistickém stylu, v jejich designu jsou použity černé a šedé barvy. Kvůli problémům s hydroizolací byl dočasně uzavřen nejdříve západní vestibul (od 30. října 2021 do 13. června 2023), nyní je uzavřen vestibul východní (od 8. července 2023). 
Stanice má výrazný moderní design, ve kterém hraje hlavní roli koncepce osvětlení. Jako základní barva pro stanici byla vybrána černá, dále byly použity žluté, bílé a fialové odstíny. Černé sloupy září bod po bodu, jelikož světlo se skrývá za perforovanými kamennými deskami, jimiž jsou sloupy obloženy. Otvory v deskách jsou vyplněny skleněnými vložkami. Sloupy jsou osvětlovány zevnitř a na jejich povrchu cestující vidí obrazec v podobě svítících kapek. Podlaha je pokryta šedou žulou, strop je černý, zrcadlový, se vzorem v podobě labyrintu zářivek. 